# Marcus Allbäck
Marcus Christian Allbäck (kælenavn: "Mackan") (født 5. juli 1973) er en tidligere svensk fodboldspiller, og tidligere assistenttræner for Sveriges fodboldlandshold.
Marcus Allbäck har tidligere spillet for det svenske landshold, hvor han opnåede 74 landskampe og 30 mål. Han har tidligere spillet for Örgryte IS, Lyngby BK, AS Bari, SC Heerenveen, Aston Villa og Hansa Rostock. I perioden fra 2005 til 2008 spillede han i FC København. Efter opholdet i FCK tog Allbäck tilbage til Örgryte IS. 
Han scorede VM-historiens mål nr. 2000 i en kamp mellem Sverige og England, 20. juni 2006, under VM i fodbold 2006 i Tyskland. Kampen endte 2-2. Målet blev headet i mål efter et hjørnespark, oplægget var fra daværende holdkammerat i FC København, Tobias Linderoth. 
Han meddelte den 14. december 2009, at han ville stoppe sin aktive fodboldkarrie i en alder af 36 år. Marcus Allbäck ville derefter begynde som assistenttræner for Sveriges fodboldlandshold; en position han bestred indtil 2016, efter at Sverige røg ud af EM i 2016.